# Franz Firbas
Franz Firbas (* 4. Juni 1902 in Prag; † 19. Februar 1964 in Göttingen) war ein
deutscher Botaniker.

## Leben
Franz Firbas studierte an der deutschen Universität Prag und wurde 1924 mit einer Dissertation über soziologische und ökologische Probleme an Felspflanzen in Nordböhmen promoviert. Im Jahr 1928 wechselte er nach Frankfurt am Main, wo er sich 1931 mit einer Arbeit zu Zusammenhängen zwischen xeromorph gebauten Hochmoorpflanzen und ihrem Nährstoffhaushalt habilitierte. Von 1933 bis 1939 war er an der Universität Göttingen tätig. 1939 wechselte er dann nach Stuttgart-Hohenheim und 1941 an die nationalsozialistische Elite-Universität, die Reichsuniversität Straßburg. Er kehrte 1946 nach Göttingen zurück, wo er 1952 Leiter des neu gegründeten Systematisch-Geobotanischen Instituts wurde.
1947 wurde er zum ordentlichen Mitglied der Göttinger Akademie der Wissenschaften und 1952 zum Mitglied der Leopoldina gewählt. 1958 erhielt er die Albrecht-Penck-Medaille.

## Leistungen
Angeregt durch die Arbeiten Lennart von Posts schuf Franz Firbas mit seinen Arbeiten Über die Bestimmung der Walddichte und der Vegetation waldloser Gebiete mit Hilfe der Pollenanalyse 1934 und dann 1937 mit Der pollenanalytische Nachweis des Getreidebaus wichtige Grundlagen für die moderne vegetationsgeschichtliche Forschung.
Seine Spezialgebiete waren die Paläobotanik und die Palynologie. 
An dem Standardwerk für Hochschulstudenten der Botanik, dem Hochschullehrbuch Strasburger, hat Firbas lange Jahre mitgearbeitet. So zeichnet er von der 20. bis zur 29. Auflage (1939–1967) für die Abschnitte Samenpflanzen und Pflanzengeographie verantwortlich.

## Werke
- Zur Waldentwicklung im Interglazial von Schladming an der Enns. Beih. Botan. Centralbl., 41, 1925, S. 295–310
- Beiträge zur Kenntniss der Schieferkohlen des Inntals und der interglazialen Waldgeschichte der Ostalpen. Z. f. Gletscherkde., 15, Berlin 1927 S. 261–277
- Über jungdiluviale und alluviale Torflager in der Grube Marga bei Senftenberg (Niederlausitz). S. Hirzel, Leipzig 1928
- Die Vegetationsentwicklung des mitteleuropäischen Spätglazials. Weidmann, Berlin 1934 / Schweizerbart, Stuttgart 1935
- Beiträge zur spät- und nacheiszeitlichen Vegetationsgeschichte der Vogesen. Schweizerbart, Stuttgart 1948
- Spät- und nacheiszeitliche Waldgeschichte Mitteleuropas nördlich der Alpen. Gustav Fischer, Jena
  - Bd. 1: Allgemeine Waldgeschichte. 1949
  - Bd. 2: Waldgeschichte der einzelnen Landschaften. 1952
- Über neue Funde pflanzenführender Ablagerungen in der südlichen Po-Ebene bei Forli. Vandenhoeck & Ruprecht, Göttingen 1954
- Die Vegetationsentwicklung im Spätglazial von Wallensen im Hils. Vandenhoeck & Ruprecht, Göttingen 1954